# Guillaume Patry
Guillaume Patry (19 de Junho de 1982) é um jogador profissional de StarCraft do Canadá, que usa o nick Grrr....
Grrr..., um jogador franco-canadense da região de Montreal, era um dos melhores jogadores não Coreanos do mundo, bem no início do StarCraft. Ele dominava o cenário como um jogador Random antes de chegar na Coreia do Sul, onde se concentrou na raça Protoss. Enquanto Garimto foi pioneiro em muitas estratégias "cheesy" para Protoss, virtualmente toda "build order" ("ordem de construção") padrão daquela época era um resultado direto das inovações de Grrr.  Ele venceu a Hanaro OSL - a segundo OSL da história- e se saiu bem em vários outros torneios durante sua longa carreira. Eventualmente sua paixão e motivação pelo StarCraft diminuíram junto com sua performance, resultando em seu afastamento no início de 2004.
Após se aposentar, ele se tornou um jogador de azar junto com Bertrand Grospellier, antigo jogador profissional de StarCraft da França, mas também desistiu.
De acordo com uma notícia da FOMOS (mídia online que acompanha jogos profissionais), ele vive como trabalhador de uma empresa, mas afirmou que poderia retornar a jogar depois do lançamento de StarCraft II.
Um tópico no TeamLiquid.net indica que ele retornará para StarCraft II como membro do time oGs.
Desde julho de 2014 participa do talk-show Non-Summit, do canal pago sul-coreano JTBC.